# James A. Lackey
James A. Lackey ( 1943 - ) es un botánico estadounidense, desarrollando actividades académicas en el Departamento de Botánica, Smithsonian Institution.
Ha trabajado extensamente en el género Neonotonia de la familia de las fabáceas.

## Algunas publicaciones
- 2009. Cotyledon areoles in Bobgunnia (Fabaceae: Swartzieae). Botanical Journal of the Linnean Society 159 ( 2): 287–291

- La abreviatura «J.A.Lackey» se emplea para indicar a James A. Lackey como autoridad en la descripción y clasificación científica de los vegetales.[1]